# OK Lliga masculina 2009-2010
L'OK Lliga 2009-10 fou la quaranta-unena edició de la competició. Se celebrà des del 26 de setembre de 2009 i finalitzà el 12 de juny de 2010 i fou organitzada per la Federació Espanyola de Patinatge. Hi participen setze equips, amb una majoritària presència dels clubs catalans. Després de nou temporades amb el sistema de play-off, la competició tornà a canviar el format, disputant-se amb el sistema de lliga regular a doble volta, amb un total de trenta jornades. El primer classificat al final de la temporada, és declarat campió de lliga.
Es proclamà campió el FC Barcelona, que aconseguí el seu vint-i-tresè títol de lliga, el tretzè de forma consecutiva.

## Sistema de competició
La competició es disputà en format de sistema de tots contra tots a doble volta, celebrant-se un partit en camp propi i l'altre en camp contrari, amb un total de trenta jornades. La classificació final s'establí d'acord amb els punts totals obtinguts per cada equip en finalitzar el campionat. Els equips aconseguiren tres punts per cada partit guanyat, un punt per cada empat i cap punt pels partits perduts. Si en finalitzar el campionat dos equips igualen a punts, els mecanismes per desempatar la classificació són els següents:
1. Qui tingui una major diferència entre gols a favor i en contra segons el resultat dels partits jugats entre ells.
2. Qui tingui la diferència més gran de gols a favor tenint en compte tots els obtinguts i rebuts en el transcurs de la competició.

## Clubs participants
- Barcelona Sorli Discau
- Coinasa Liceo
- Roncato Vic
- Tecnol Reus Deportiu
- Grup Lloret
- Vilanova L'Ull Blau
- Noia Freixenet
- Cemento Teide Tenerife
- Sather Blanes
- Proinosa Igualada
- Enrile PAS Alcoy
- Sidorme Hotels GEiEG
- CP Cerceda
- Grup Castillo Lleida
- Astra Pool Maçanet
- Caixa Penedès Vilafranca

## Taula de resultats
|                          | ALC | BAR | BLA | CEC  | GIR | IGU  | LIC  | LLE | LLO | MAÇ  | NOI | REU | TEN | VIC | VIF | VIL |
| Enrile PAS Alcoi         |     | 2-3 | 2-5 | 9-10 | 4-3 | 2-6  | 3-5  | 4-3 | 7-3 | 5-4  | 4-4 | 3-2 | 6-1 | 2-3 | 4-5 | 3-6 |
| Barcelona Sorli Discau   | 7-1 |     | 4-1 | 6-1  | 4-3 | 6-0  | 1-2  | 8-3 | 8-5 | 7-2  | 9-1 | 7-2 | 5-2 | 5-1 | 4-0 | 3-2 |
| Sather Blanes            | 2-3 | 3-5 |     | 3-4  | 2-2 | 8-5  | 2-7  | 5-3 | 5-2 | 6-2  | 4-0 | 4-5 | 2-5 | 7-3 | 3-0 | 2-2 |
| CP Cerceda               | 5-5 | 3-8 | 3-5 |      | 5-4 | 2-2  | 4-8  | 3-4 | 5-3 | 3-1  | 2-6 | 1-0 | 2-3 | 4-5 | 7-2 | 4-4 |
| Sidorme Hotels GEiEG     | 4-4 | 2-3 | 4-0 | 8-1  |     | 3-1  | 0-4  | 4-3 | 3-5 | 4-5  | 3-4 | 7-4 | 3-2 | 2-6 | 5-2 | 5-6 |
| Proinosa Igualada        | 5-6 | 1-5 | 3-4 | 4-3  | 5-1 |      | 4-4  | 2-3 | 2-2 | 4-2  | 6-5 | 4-5 | 4-4 | 2-2 | 7-5 | 5-5 |
| Coinasa Liceo            | 8-2 | 0-5 | 6-2 | 6-2  | 5-2 | 3-2  |      | 8-2 | 6-2 | 10-3 | 5-2 | 3-2 | 5-3 | 3-1 | 9-4 | 7-2 |
| Grup Castillo Lleida     | 5-5 | 1-5 | 6-6 | 3-3  | 4-5 | 1-4  | 3-11 |     | 3-7 | 5-2  | 4-3 | 2-5 | 5-4 | 4-5 | 5-2 | 4-7 |
| Grup Lloret              | 2-1 | 3-2 | 4-4 | 3-1  | 4-1 | 4-2  | 1-5  | 7-3 |     | 5-0  | 3-2 | 3-1 | 6-2 | 2-3 | 3-2 | 5-1 |
| Astral Pool Maçanet      | 3-6 | 4-5 | 2-1 | 3-4  | 5-4 | 3-6  | 1-6  | 2-6 | 1-1 |      | 2-2 | 0-6 | 3-3 | 4-9 | 6-1 | 5-9 |
| Noia Freixenet           | 7-4 | 2-3 | 4-3 | 3-4  | 3-1 | 10-3 | 5-4  | 1-2 | 4-3 | 5-3  |     | 3-5 | 3-3 | 1-0 | 6-2 | 5-4 |
| Tecnol Reus Deportiu     | 7-3 | 2-5 | 5-5 | 6-2  | 8-3 | 4-4  | 6-5  | 8-3 | 1-0 | 7-4  | 7-4 |     | 1-1 | 1-3 | 8-2 | 4-5 |
| Cemento Teide Tenerife   | 4-2 | 6-4 | 7-2 | 7-3  | 5-2 | 3-2  | 5-2  | 4-1 | 2-4 | 6-1  | 1-2 | 2-5 |     | 3-5 | 2-2 | 4-2 |
| Roncato Vic              | 8-4 | 4-2 | 5-3 | 6-0  | 3-0 | 5-2  | 4-4  | 2-1 | 6-3 | 5-3  | 3-1 | 3-3 | 3-2 |     | 4-4 | 7-1 |
| Caixa Penedès Vilafranca | 4-4 | 1-4 | 1-5 | 4-2  | 2-4 | 3-5  | 2-6  | 2-3 | 1-2 | 2-3  | 5-5 | 3-8 | 7-2 | 1-3 |     | 2-5 |
| Vilanova L'Ull Blau      | 9-3 | 3-3 | 4-3 | 2-1  | 3-7 | 4-2  | 2-2  | 4-3 | 3-3 | 5-1  | 4-2 | 5-5 | 5-4 | 3-6 | 5-2 |     |

## Classificació final
| Pos | Equip                    | PJ | PG | PE | PP | GF  | GC  | DG  | Pts | Classificació o descens            |
| --- | ------------------------ | -- | -- | -- | -- | --- | --- | --- | --- | ---------------------------------- |
| 1   | Barcelona Sorli Discau   | 30 | 25 | 1  | 4  | 146 | 63  | +83 | 76  | Classificat per la Lliga Europea   |
| 2   | Coinasa Liceo            | 30 | 23 | 3  | 4  | 159 | 79  | +80 | 72  | Classificat per la Lliga Europea   |
| 3   | Roncato Vic              | 30 | 22 | 4  | 4  | 123 | 77  | +46 | 70  | Classificat per la Lliga Europea   |
| 4   | Tecnol Reus Deportiu     | 30 | 16 | 5  | 9  | 133 | 99  | +34 | 53  | Classificat per la Lliga Europea   |
| 5   | Grup Lloret              | 30 | 16 | 4  | 10 | 101 | 87  | +14 | 52  | Classificat per la Copa de la CERS |
| 6   | Vilanova L'Ull Blau      | 30 | 15 | 7  | 8  | 122 | 112 | +10 | 52  | Classificat per la Copa de la CERS |
| 7   | Noia Freixenet           | 30 | 13 | 4  | 13 | 105 | 107 | −2  | 43  | Classificat per la Lliga Europea   |
| 8   | Cemento Teide Tenerife   | 30 | 12 | 5  | 13 | 102 | 99  | +3  | 41  | Classificat per la Copa de la CERS |
| 9   | Sather Blanes            | 30 | 11 | 5  | 14 | 107 | 108 | −1  | 38  | Classificat per la Lliga Europea   |
| 10  | Proinosa Igualada        | 30 | 9  | 7  | 14 | 104 | 117 | −13 | 34  | Classificat per la Lliga Europea   |
| 11  | Enrile PAS Alcoy         | 30 | 9  | 5  | 16 | 113 | 143 | −30 | 32  | Classificat per la Copa de la CERS |
| 12  | Sidorme Hotels GEiEG     | 30 | 10 | 2  | 18 | 99  | 112 | −13 | 32  |                                    |
| 13  | CP Cerceda               | 30 | 9  | 4  | 17 | 94  | 133 | −39 | 31  | Descendeixen a Primera Divisió     |
| 14  | Grup Castillo Lleida     | 30 | 9  | 3  | 18 | 98  | 138 | −40 | 30  | Descendeixen a Primera Divisió     |
| 15  | Astra Pool Maçanet       | 30 | 5  | 3  | 22 | 80  | 148 | −68 | 18  | Descendeixen a Primera Divisió     |
| 16  | Caixa Penedès Vilafranca | 30 | 3  | 4  | 23 | 75  | 139 | −64 | 13  | Descendeixen a Primera Divisió     |

| Campió de l'OK Lliga 2009-10              |
| ----------------------------------------- |
| Barcelona Sorli Discau Vint-i-tresè títol |

## Màxims golejadors
Els màxims golejadors de la competició foren:
| Jugador        | Equip                | Gols |
| -------------- | -------------------- | ---- |
| Pablo Álvarez  | Coinasa Liceo        | 43   |
| Toni Pérez     | CP Cerceda           | 43   |
| Toni Seró      | Grup Castillo Lleida | 41   |
| Raül Marín     | Vilanova L'Ull Blau  | 38   |
| Marc Roca      | Astral Pool Maçanet  | 38   |
| Marc Torra     | Roncato Vic          | 37   |
| Jordi Bargalló | Coinasa Liceo        | 36   |
| "Titi" Roca    | Roncato Vic          | 35   |